# 紀元前379年
紀元前379年（きげんぜん379ねん）は、ローマ暦の年である。
当時は、「カピトリヌス、ウルソ、ユッルス、セクスティリウス、アルビニウス、アンティスティウス、トレボニウス、エレヌキウスが執政武官に就任した年」として知られていた（もしくは、それほど使われてはいないが、ローマ建国紀元375年）。紀年法として西暦（キリスト紀元）がヨーロッパで広く普及した中世時代初期以降、この年は紀元前379年と表記されるのが一般的となった。

## 他の紀年法
- 干支 : 壬寅
- 日本
  - 皇紀282年
  - 孝安天皇14年
- 中国
  - 周 - 安王23年
  - 秦 - 献公6年
  - 晋 - 孝公10年
  - 楚 - 粛王2年
  - 斉 - 康公26年
  - 田斉 - 斉侯剡6年
  - 燕 - 簡公36年
  - 趙 - 敬侯8年
  - 魏 - 武侯17年
  - 韓 - 文侯8年
- 朝鮮
  - 檀紀1955年
- ベトナム :
- 仏滅紀元 : 166年
- ユダヤ暦 :

## できごと

### ギリシア
- スパルタはカルキディア同盟 (Chalkidian League) に圧力を加え、マケドニア王アミュンタス3世に有利な条件を呑ませた。
- ペロピダスを中心としたテーバイからの亡命者たちの小集団が、テーバイに潜入し、親スパルタ政権の指導者たちを暗殺した。エパメイノンダスとゴルギダス (Gorgidas) が若者の集団を率いて、テーバイの造兵廠に押し入り、武器を奪い、来援したアテナイの重装歩兵の助けも借り、カドメイア (Cadmea) に陣取っていたスパルタ守備隊を包囲した。翌日、エパメイノンダスとゴルギダスは、テーバイの民会にペロピダスとその手勢を招じ入れ、テーバイ人たちに自由のために戦うことを訴えた。民会は、ペロピダスとその手勢を解放者と認めた。スパルタ守備隊は、命の保証と引き換えに降伏し、退去した。親スパルタ派のテーバイ人は、一旦は降伏を許されたが、その後に処刑された。
- テーバイは、かつてのボイオーティア同盟を、新たに、民主政の下で再構築することになった。ボイオーティアの諸都市は、ボイオーティアの7地域から選ばれる7人の将軍（ボエオタルク、Boeotarch）が執行機関を構成する同盟として団結した。

### 中国
- 趙が衛を襲撃したが、敗北した。

## 死去
- 康公 、春秋時代・斉（姜斉）最後の君主